# Landgrove
Landgrove ist eine Town im Bennington County des Bundesstaates Vermont in den Vereinigten Staaten mit 177 Einwohnern (laut Volkszählung von 2020).

## Geographie

### Geografische Lage
Landgrove liegt im Nordosten des Bennington Countys, in den Green Mountains auf einer Höhe von 464 m. Es gibt nur wenige kleine Flüsse in der Town. Der größte ist der ostwärts fließende Utley Brook. Einige kleine Seen finden sich im Norden der Town. Das Gebiet ist hügelig ohne nennenswerte Erhebungen.

### Nachbargemeinden
Alle Entfernungen sind als Luftlinien zwischen den offiziellen Koordinaten der Orte aus der Volkszählung 2010 angegeben.
- Norden: Weston (Vermont), 5,6 km
- Osten: Londonderry, 6,5 km
- Süden: Winhall, 13,9 km
- Westen: Peru, 8,7 km

### Klima
Die mittlere Durchschnittstemperatur in Landgrove liegt zwischen −7,8 °C (18 °Fahrenheit) im Januar und 18,3 °C (65 °F) im Juli. Damit ist der Ort gegenüber dem langjährigen Mittel der USA um etwa 8 °C kühler, aber knapp 2 °C wärmer als im Vermonter Mittel. Die tägliche Sonnenscheindauer liegt am unteren Rand des Wertespektrums der USA.

## Geschichte
Der Grant für Landgrove wurde am 6. November 1780 ausgerufen und am 8. November 1780 an William Utley und weiteren vergeben. Besiedelt wurde das Gebiet bereits 1769 durch William Utley, der sich dort mit Frau und sechs Kindern nieder ließ. Eigentlich besaß er einen Grant für Land in der Town Peru. Er bahnte sich dort einen Weg und ließ sich an einem Seitenarm des West Rivers nieder. Als er merkte, dass das Land, welches er besiedelte nicht mehr zu Peru gehörte, bat er um den Grant für das Gebiet und bekam diesen auch. Die konstituierende Versammlung der Town fand im Jahr 1800 statt.

### Einwohnerentwicklung
| Volkszählungsergebnisse – Town of Landgrove, Vermont | Volkszählungsergebnisse – Town of Landgrove, Vermont | Volkszählungsergebnisse – Town of Landgrove, Vermont | Volkszählungsergebnisse – Town of Landgrove, Vermont | Volkszählungsergebnisse – Town of Landgrove, Vermont | Volkszählungsergebnisse – Town of Landgrove, Vermont | Volkszählungsergebnisse – Town of Landgrove, Vermont | Volkszählungsergebnisse – Town of Landgrove, Vermont | Volkszählungsergebnisse – Town of Landgrove, Vermont | Volkszählungsergebnisse – Town of Landgrove, Vermont | Volkszählungsergebnisse – Town of Landgrove, Vermont |
| Jahr                                                 | 1700                                                 | 1710                                                 | 1720                                                 | 1730                                                 | 1740                                                 | 1750                                                 | 1760                                                 | 1770                                                 | 1780                                                 | 1790                                                 |
| ---------------------------------------------------- | ---------------------------------------------------- | ---------------------------------------------------- | ---------------------------------------------------- | ---------------------------------------------------- | ---------------------------------------------------- | ---------------------------------------------------- | ---------------------------------------------------- | ---------------------------------------------------- | ---------------------------------------------------- | ---------------------------------------------------- |
| Einwohner                                            |                                                      |                                                      |                                                      |                                                      |                                                      |                                                      |                                                      |                                                      |                                                      | 31                                                   |
| Jahr                                                 | 1800                                                 | 1810                                                 | 1820                                                 | 1830                                                 | 1840                                                 | 1850                                                 | 1860                                                 | 1870                                                 | 1880                                                 | 1890                                                 |
| Einwohner                                            | 147                                                  | 299                                                  | 341                                                  | 355                                                  | 345                                                  | 337                                                  | 320                                                  | 302                                                  | 246                                                  | 220                                                  |
| Jahr                                                 | 1900                                                 | 1910                                                 | 1920                                                 | 1930                                                 | 1940                                                 | 1950                                                 | 1960                                                 | 1970                                                 | 1980                                                 | 1990                                                 |
| Einwohner                                            | 225                                                  | 160                                                  | 143                                                  | 104                                                  | 64                                                   | 80                                                   | 49                                                   | 104                                                  | 121                                                  | 134                                                  |
| Jahr                                                 | 2000                                                 | 2010                                                 | 2020                                                 | 2030                                                 | 2040                                                 | 2050                                                 | 2060                                                 | 2070                                                 | 2080                                                 | 2090                                                 |
| Einwohner                                            | 144                                                  | 158                                                  | 177                                                  |                                                      |                                                      |                                                      |                                                      |                                                      |                                                      |                                                      |

## Wirtschaft und Infrastruktur

### Verkehr
Es gibt nur eine größere Straße, die Landgrove erreicht. Die Vermont State Route 11 durchquert die Town in westöstlicher Richtung und verbindet Landgrove im Westen mit Peru und im Osten mit Londonderry.

### Öffentliche Einrichtungen
Es gibt in Landgrove kein Krankenhaus. Das nächstgelegene ist das Grace Cottage Hospital in Townshend.

### Bildung
Langrove gehört mit Danby, Dorset, Londonderry, Manchester, Mt. Tabor, Pawlet, Peru, Rupert, Sunderland, Weston und Winhall zur Bennington-Rutland Supervisory Union In Landgrove gibt es keine Schule. Die nächstgelegene Schule ist die Flood Brook Union School in Londonderry.